# Saison 2018 de la National Rugby League
Navigation
Édition précédente Édition suivante
La Saison 2018 de la National Rugby League est la cent-onzième édition de cette compétition depuis que celle-ci a été créée en 1908. Seize équipes jouent 26 journées de championnat (phase régulière), les huit meilleures d'entre elles sont qualifiées pour les phases finales, dans le but de se qualifier pour la grande finale. 

## Équipes
Pour la douzième année consécutive, les mêmes clubs disputent la compétition.
| Club                         | Classement en 2017       | Entraîneur(s)                     | Capitaine (s)                                                           | Stade (s)                                        | Capacité |
| ---------------------------- | ------------------------ | --------------------------------- | ----------------------------------------------------------------------- | ------------------------------------------------ | -------- |
| Brisbane Broncos             | Finale préliminaire (3e) | Wayne Bennett                     | Darius Boyd                                                             | Suncorp Stadium                                  | 52 500   |
| Canberra Raiders             | 10e                      | Ricky Stuart                      | Jarrod Croker                                                           | Canberra Stadium                                 | 25 011   |
| Canterbury Bulldogs          | 11e                      | Dean Pay                          | Josh Jackson                                                            | ANZ Stadium Belmore Sports Ground                | 83 500   |
| Cronulla-Sutherland Sharks   | 1er tour (5e)            | Shane Flanagan                    | Paul Gallen Wade Graham                                                 | Endeavour Field                                  | 22 000   |
| Gold Coast Titans            | 15e                      | Garth Brennan                     | Ryan James                                                              | Cbus Super Stadium                               | 27 400   |
| Manly-Warringah Sea Eagles   | 1er tour (6e)            | Trent Barrett                     | Daly Cherry-Evans                                                       | Lottoland                                        | 23 000   |
| Melbourne Storm              | Champion (1er)           | Craig Bellamy                     | Cameron Smith                                                           | AAMI Park                                        | 29 500   |
| Newcastle Knights            | 16e                      | Nathan Brown                      | Jamie Buhrer Mitchell Pearce                                            | Hunter Stadium                                   | 33 000   |
| New Zealand Warriors         | 13e                      | Stephen Kearney                   | Roger Tuivasa-Sheck                                                     | Mount Smart Stadium                              | 30 000   |
| North Queensland Cowboys     | Finaliste (8e)           | Paul Green                        | Johnathan Thurston Matt Scott                                           | 1300SMILES Stadium                               | 26 500   |
| Parramatta Eels              | Demi-finaliste (4e)      | Brad Arthur                       | Beau Scott Tim Mannah                                                   | Parramatta Stadium ANZ Stadium                   | 24 000   |
| Penrith Panthers             | Demi-finaliste (7e)      | Anthony Griffin → Cameron Ciraldo | Peter Wallace → James Maloney                                           | Centrebet Stadium                                | 22 500   |
| St. George Illawarra Dragons | 9e                       | Paul McGregor                     | Gareth Widdop                                                           | Jubilee Stadium WIN Stadium                      | 20 500   |
| South Sydney Rabbitohs       | 12e                      | Anthony Seibold                   | Greg Inglis                                                             | ANZ Stadium                                      | 83 500   |
| Sydney Roosters              | Finale préliminaire (2e) | Trent Robinson                    | Jake Friend Boyd Cordner                                                | Allianz Stadium                                  | 45 500   |
| Wests Tigers                 | 14e                      | Ivan Cleary                       | Chris Lawrence Benji Marshall Elijah Taylor Josh Reynolds Rusell Packer | Campbelltown Stadium Leichhardt Oval ANZ Stadium | 20 000   |

## Résultats

### Classement de la phase régulière
mis à jour le 3 septembre 2018
| Rang | Franchise            | Joués | V  | N | D  | B | PP  | PC  | Diff | Points |
| 1    | Sydney (DF)          | 24    | 16 | 0 | 8  | 1 | 542 | 361 | +181 | 34     |
| 2    | Melbourne (CH)       | 24    | 16 | 0 | 8  | 1 | 536 | 363 | +173 | 34     |
| 3    | South Sydney         | 24    | 16 | 0 | 8  | 1 | 582 | 437 | +145 | 34     |
| 4    | Cronulla-Sutherland  | 24    | 16 | 0 | 8  | 1 | 519 | 423 | +96  | 34     |
| 5    | Penrith              | 24    | 15 | 0 | 9  | 1 | 517 | 461 | +56  | 32     |
| 6    | Brisbane (DF)        | 24    | 15 | 0 | 9  | 1 | 556 | 500 | +56  | 32     |
| 7    | St. George Illawarra | 24    | 15 | 0 | 9  | 1 | 519 | 472 | +47  | 32     |
| 8    | New Zealand          | 24    | 15 | 0 | 9  | 1 | 472 | 447 | +25  | 32     |
| 9    | Wests Tigers         | 24    | 12 | 0 | 12 | 1 | 377 | 460 | -83  | 26     |
| 10   | Canberra             | 24    | 10 | 0 | 14 | 1 | 563 | 540 | -83  | 22     |
| 11   | Newcastle (CB)       | 24    | 9  | 0 | 15 | 1 | 414 | 607 | -193 | 20     |
| 12   | Canterbury-Bankstown | 24    | 8  | 0 | 16 | 1 | 428 | 474 | -46  | 18     |
| 13   | North Queensland (F) | 24    | 8  | 0 | 16 | 1 | 449 | 521 | -72  | 18     |
| 14   | Gold Coast           | 24    | 8  | 0 | 16 | 1 | 472 | 582 | -110 | 18     |
| 14   | Manly-Warringah      | 24    | 7  | 0 | 17 | 1 | 500 | 622 | -122 | 16     |
| 16   | Parramatta           | 24    | 6  | 0 | 18 | 1 | 374 | 550 | -176 | 14     |

| - Qualifié pour les phases finales (#1 à #8). |
| CH : Champion 2017, FI : Finaliste 2017, CB : Cuillère de bois 2017, DF : Demi-finaliste 2017                                                                                           |
| abréviations=Pts, points; J, matchs joués; V, victoires ; N, match nuls ; D, défaites ; B, bye ; PP, points pour ; PC, points contre ; Diff, différence de points ; T, tenant du titre. |

Attribution des points : 2 points sont attribués pour une victoire, 1 point pour un match nul, 0 point en cas de défaite, 2 lorsque l'épique est exempte (bye).
Source : nrl.com

### Playoffs
Lors des Finales de qualification, le vainqueur des deux machs opposant les premier et quatrième de la phase régulière, et du deuxième et le troisième, sont directement qualifiés pour les finales préliminaires. Les vaincus de ces deux rencontres sont opposés aux deux vainqueurs des deux autres rencontres des Finales de qualification.
|           | 1er tour des play offs | 1er tour des play offs          | 1er tour des play offs | |              |                                 |        | Demi-finales préliminaires | Demi-finales préliminaires |        |  |                     |           | Demi-finales | Demi-finales |  |  | Grande finale | Grande finale |  |
|           |                        |                                 |                        | |              |                                 |        |                            |                            |        |  |                     |           |              |              |  |  |               |               |  |
|           |                        | QPO1 :                          |                        | |              |                                 |        |                            |                            |        |  |                     |           |              |              |  |  |               |               |  |
|           | 1                      | Sydney                          | 21                     | |              |                                 |        |                            |                            |        |  |                     |           |              |              |  |  |               |               |  |
|           | 4                      | Cronulla-Sutherland             | 12                     | |              |                                 |        | PSF1 :                     |                            |        |  |                     |           |              |              |  |  |               |               |  |
|           |                        |                                 |                        | |              |                                 |        | Cronulla-Sutherland        | 21                         |        |  |                     |           |              |              |  |  |               |               |  |
|           |                        | EPO1 :                          | EPO1 :                 | |              |                                 |        | Penrith                    | 20                         |        |  |                     |           | QSF1 :       | QSF1 :       |  |  |               |               |  |
|           | 5                      | Penrith                         | 27                     | |              |                                 |        |                            |                            |        |  |                     |           | Sydney       | 12           |  |  |               |               |  |
|           | 8                      | New Zealand                     | 12                     | |              |                                 |        |                            |                            |        |  |                     |           | South Sydney | 4            |  |  | GF :          | GF :          |  |
|           |                        |                                 |                        | |              |                                 |        |                            |                            |        |  |                     |           |              |              |  |  | Sydney        | 21            |  |
|           |                        | EPO2 :                          | EPO2 :                 | EPO2 : |              |                                 |        |                            |                            | QSF2 : |  |                     |           | Melbourne    | 6            |  |  |               |               |  |
|           | 6                      | Brisbane                        | 18                     | |              |                                 |        |                            |                            |        |  |                     | Melbourne | 22           |              |  |  |               |               |  |
|           | 7                      | St. George Illawarra            | 48                     | |              | PSF2 :                          | PSF2 : |                            |                            |        |  | Cronulla-Sutherland | 6         |              |              |  |  |               |               |  |
|           |                        |                                 |                        | | South Sydney | 13                              |        |                            |                            |        |  |                     |           |              |              |  |  |               |               |  |
|           | QPO2 :                 | QPO2 :                          | QPO2 :                 | QPO2 : |              |                                 |        | St. George Illawarra       | 12                         |        |  |                     |           |              |              |  |  |               |               |  |
|           | 2                      | Melbourne                       | 29                     | |              |                                 |        |                            |                            |        |  |                     |           |              |              |  |  |               |               |  |
|           | 3                      | South Sydney                    | 28                     | |              |                                 |        |                            |                            |        |  |                     |           |              |              |  |  |               |               |  |
|           |                        |                                 |                        | \| Légende : \| \| Progression de l'équipe défaite \| \| Progression de l'équipe victorieuse \| \| Progression de l'équipe choisie \| |              |                                 |        |                            |                            |        |  |                     |           |              |              |  |  |               |               |  |
| Légende : |                        | Progression de l'équipe défaite |                        | Progression de l'équipe victorieuse                                                                                                   |              | Progression de l'équipe choisie |        |                            |                            |        |  |                     |           |              |              |  |  |               |               |  |

Semaine 1. Qualification/Elimination en phase finale : les rencontres sont déterminées suivant le classement des équipes de la saison régulière. Les équipes ayant obtenu un meilleur rang affrontant l'équipe ayant le moins bon rang. Les équipes ayant le meilleur rang reçoivent.
Semaine 2. Les demi-finales préliminaires : les rencontres sont déterminées suivant le classement des équipes de la saison régulière. Les équipes ayant obtenu un meilleur rang affrontant l'équipe ayant le moins bon rang. Les équipes ayant le meilleur rang reçoivent.
Semaine 3. Les demi-finales : les vainqueurs des précédentes phases qualificatives s'affrontent pour déterminer les deux finalistes. Les adversaires sont décidées en fonction du choix de l'équipe ayant obtenu le meilleur classement lors de la saison régulière entre les deux équipes ayant le moins bon classement. Ce sont les vainqueurs de la semaine 1 qui reçoivent.
| FINALES DE QUALIFICATION |         |                      |                   |                 |                             |        |
| Melbourne                | 29 - 28 | South Sydney         | 7 septembre 2018  | AAMI Park       | Ashley Klein Adam Gee       | 17 306 |
| Penrith                  | 27 - 12 | New Zealand          | 8 septembre 2018  | ANZ Stadium     | Matt Cecchin Henry Perenara | 17 168 |
| Sydney                   | 21 - 12 | Cronulla-Sutherland  | 8 septembre 2018  | Allianz Stadium | Gerard Sutton Ben Cummins   | 24 588 |
| Brisbane                 | 18-48   | St. George Illawarra | 9 septembre 2018  | Suncorp Stadium | Grant Atkins Chris Sutton   | 47 296 |
| DEMI FINALES             |         |                      |                   |                 |                             |        |
| Cronulla-Sutherland      | 21 - 20 | Penrith              | 14 septembre 2018 | Allianz Stadium | Ashley Klein Adam Gee       | 19 211 |
| South Sydney             | 13 - 12 | St. George Illawarra | 15 septembre 2018 | ANZ Stadium     | Gerard Sutton Ben Cummins   | 48 188 |
| FINALES PRELIMINAIRES    |         |                      |                   |                 |                             |        |
| Melbourne                | 22-6    | Cronulla-Sutherland  | 21 septembre 2018 | AAMI Park       | Gerard Sutton Ben Cummins   | 26 621 |
| Sydney                   | 12-4    | South Sydney         | 22 septembre 2018 | Allianz Stadium | Ashley Klein Adam Gee       | 44 380 |
| GRANDE FINALE            |         |                      |                   |                 |                             |        |
| Melbourne                | 6 - 21  | Sydney               | 30 septembre 2018 | ANZ Stadium     | Ashley Klein Adam Gee       | 82 688 |

### Grande Finale
(mt : 18 - 0)
Homme du match :  Luke Keary
Points marqués : 
- Sydney Roosters: 3 essais de Daniel Tupou (8e), Latrell Mitchell (15e) et Joseph Manu (37e) ; 1 transformation de Latrell Mitchell (16e) ; 3 pénalités de Latrell Mitchell (4e, 31e et 79e) et 1 drop de Luke Keary (69e).
- Melbourne Storm: 2 essais de Josh Addo-Carr (63e) ; 1 transformation de Cameron Smith (63e).

Évolution du score : 2-0, 6-0, 12-0, 14-0, 18-0, 18-6, 19-6, 21-6
Arbitre :  Gerard Sutton & Ashley Klein
Spectateurs : 82 688
Composition des équipes :
- Sydney Roosters: James Tedesco - Daniel Tupou, Latrell Mitchell, Joseph Manu, Blake Ferguson - Luke Keary, Cooper Cronk - Jared Waerea-Hargreaves, Jake Friend (c), Sio Siua Taukeiaho, Boyd Cordner (c), Mitchell Aubusson, Victor Radley - Isaac Liu, Dylan Napa, Zane Tetevano, Ryan Matterson - Entraîneur : Trent Robinson
- Melbourne Storm: Billy Slater - Suliasi Vunivalu, Will Chambers, Curtis Scott, Josh Addo-Carr - Cameron Munster, Brodie Croft - Jesse Bromwich, Cameron Smith (c), Tim Glasby, Felise Kaufusi, Joe Stimson, Dale Finucane - Kenny Bromwich, Christian Welch, Brandon Smith, Nelson Asofa-Solomona - Entraîneur : Craig Bellamy

## Statistiques

### Meilleurs marqueurs de points
| Rang | Joueur             | Club                 | Poste            | Points | Essais | Goals | Drops |
| ---- | ------------------ | -------------------- | ---------------- | ------ | ------ | ----- | ----- |
| 1    | Jamayne Isaako     | Brisbane             | Ailier           | 239    | 11     | 97    | 1     |
| 2    | Latrell Mitchell   | Sydney Roosters      | Centre           | 236    | 16     | 86    | 0     |
| 3    | Gareth Widdop      | St. George Illawarra | Demi d'ouverture | 205    | 4      | 94    | 1     |
| 4    | Adam Reynolds      | South Sydney         | Demi de mêlée    | 194    | 4      | 88    | 2     |
| 5    | Cameron Smith      | Melbourne            | Talonneur        | 189    | 1      | 92    | 1     |
| 6    | Johnathan Thurston | North Queensland     | Demi de mêlée    | 166    | 3      | 77    | 0     |
| 7    | Daly Cherry-Evans  | Manly-Warringah      | Demi de mêlée    | 164    | 8      | 65    | 2     |
| 8    | Jarrod Croker      | Canberra             | Centre           | 154    | 7      | 63    | 0     |
| 9    | Chad Townsend      | Cronulla-Sutherland  | Demi de mêlée    | 143    | 4      | 62    | 3     |
| 10   | Shaun Johnson      | New Zealand          | Demi de mêlée    | 142    | 4      | 61    | 4     |

### Meilleurs marqueurs
| Rang | Joueur           | Club                | Poste   | Essais |
| ---- | ---------------- | ------------------- | ------- | ------ |
| 1    | David Fusitu'a   | New Zealand         | Ailier  | 23     |
| 2    | Valentine Holmes | Cronulla-Sutherland | Arrière | 21     |
| 3    | Robert Jennings  | South Sydney        | Ailier  | 19     |
| 4    | Corey Oates      | Brisbane            | Ailier  | 18     |
| 5    | Josh Addo-Carr   | Melbourne           | Ailier  | 17     |
| -    | Blake Ferguson   | Sydney              | Ailier  | 17     |
| 7    | Latrell Mitchell | Sydney              | Centre  | 16     |
| 8    | Anthony Don      | Gold Coast          | Ailier  | 15     |
| -    | Suliasi Vunivalu | Melbourne           | Ailier  | 15     |
| 10   | Kyle Feldt       | North Queensland    | Ailier  | 14     |
| -    | Joseph Leilua    | Canberra            | Centre  | 14     |
| -    | Phillip Sami     | Gold Coast          | Ailier  | 14     |

## Récompenses individuelles
Les trophées « Dally M Medal » sont, comme d'habitude, remis après la fin de la saison régulière de la NRL et ne prennent pas en compte les rencontres de la phase finale.
| Points | Joueur              |
| ------ | ------------------- |
| 29     | Roger Tuivasa-Sheck |
| 27     | Kalyn Ponga         |
| 26     | Luke Brooks         |
| 25     | Valentine Holmes    |
| 23     | Mitchell Pearce     |
| 19     | Jason Taumalolo     |
| -      | Cameron Munster     |
| 18     | Ashley Taylor       |
| -      | Damien Cook         |
| -      | Issac Luke          |

| Poste                     | Joueur              |
| ------------------------- | ------------------- |
| Meilleur arrière          | Roger Tuivasa-Sheck |
| Meilleur ailier           | Blake Ferguson      |
| Meilleur centre           | Joseph Leilua       |
| Meilleur demi d'ouverture | Cameron Munster     |
| Meilleur de mêlée         | Luke Brooks         |
| Meilleur troisième ligne  | Jason Taumalolo     |
| Meilleur deuxième ligne   | Josh Jackson        |
| Meilleur pilier           | Andrew Fifita       |
| Meilleur talonneur        | Damien Cook         |
| Meilleur remplaçant       | Jazz Tevaga         |

| Poste                      | Lauréat          |
| -------------------------- | ---------------- |
| Provan-Summons Medal       | Damien Cook      |
| Débutant de l'année        | Jamayne Isaako   |
| Capitaine de l'année       | Cameron Smith    |
| Entraîneur de l'année      | Anthony Seibold  |
| Meilleur marqueur d'essais | David Fusitu'a   |
| Ken Stephen Medal          | Ryan James       |
| Joueuse de l'année         | Brittany Brealey |